# Warmrichten

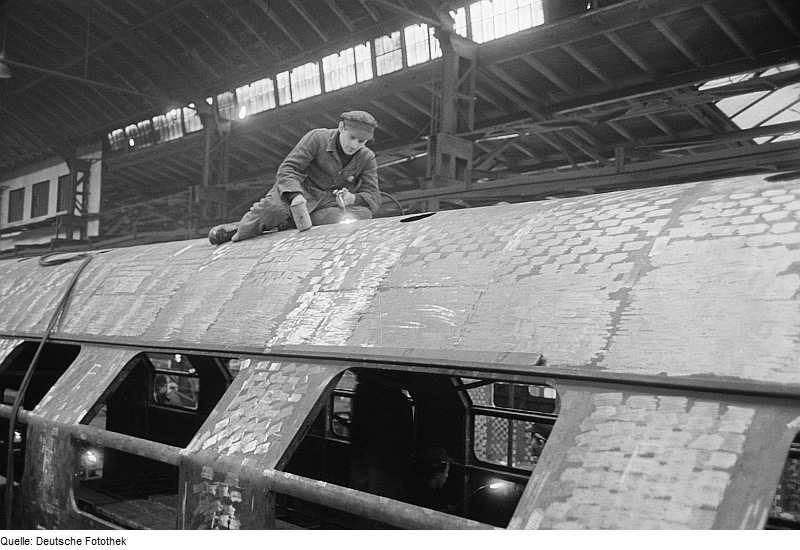
Flammrichten an einem Doppelstockwagen, Görlitz, 1952

Warmrichten ist ein Fertigungsverfahren aus der Metallverarbeitung. 
Bei Stahlkonstruktionen können durch partielles Erwärmen, z. B. durch Schweißen, und die darauf folgende innere Spannung Abweichungen der Tragwerksgeometrie von der Sollform entstehen, die mit diesem Verfahren korrigierbar sind. 

## Hintergrund
Wird ein Blech, das durch Schweißvorgänge (leicht) verformt wurde, wieder lokal partiell erwärmt, so entstehen Wärmekeile. Diese erwärmten Bereiche des Blechs tendieren zur Ausdehnung. Sie werden jedoch teilweise von den umgebenden kalten Bereichen in ihrer Ausdehnung behindert.
In Verbindung mit dem Absinken der Streckgrenze des Stahls unter dem Temperatureinfluss kommt es zu lokalen plastischen Stauchungen im Bereich der Wärmekeile.
Das hat zur Folge, dass sich das Blech im Bereich der Wärmekeile bei Wiederabkühlung verkürzt und so der vorherrschenden Verformung entgegenwirkt.

## Nachteile
Die Ränder dieser Schweißkeile sind im Stahl häufig durch die Anlassfarben sichtbar.
Außerdem kann es im Bereich der Schweißkeile zu Änderungen im Gefüge des Stahls kommen.
Durch Warmrichten können lokal erhebliche zusätzliche Spannungen in die Stahlkonstruktion eingebracht werden. Diese Bereiche stellen dann häufig eine Schwächung und damit eine Gefahr für die statische und dynamische Belastbarkeit der Konstruktion dar. Sie können sogar lokale Vorschädigungen und im Extremfall Risse schon beim Abkühlen im Bauteil bewirken.

## Maßnahmen zur Vermeidung von Rissbildungen und Verzügen
Zum Abbau der unerwünschten Eigenspannungen werden die Konstruktionen in der Regel im Anschluss mittels Spannungsarmglühen warmbehandelt. 
Durch eine geeignete Anordnung der Schweißnähte bei der Schweißkonstruktion und eine optimale Reihenfolge beim Anbringen der Nähte sowie mit einer auf das Bauteil abgestimmten Schweißtechnologie können die wichtigsten Ursachen der geometrischen Abweichungen (Verzüge) bereits bei der Fertigungsplanung vermindert werden. 